# Kolonia Wola Zaradzyńska
Kolonia Wola Zaradzyńska [pronunciación en polaco: /kɔˈlɔɲUn ˈvɔla zaraˈd͡zɨɲska/] es un pueblo ubicado en el distrito administrativo de Gmina Ksawerów, dentro del Distrito de Pabianice, Voivodato de Łódź, en Polonia central. Se encuentra aproximadamente a 3 kilómetros al noreste de Pabianice y a 14 kilómetros al sur de la capital regional Łódź.